# Yousef Hassan
Yousef Hassan (tiếng Ả Rập: يوسف حسن; sinh ngày 24 tháng 5 năm 1996) là một cầu thủ bóng đá chuyên nghiệp người Qatar hiện thi đấu ở vị trí thủ môn cho câu lạc bộ Al-Gharafa và đội tuyển quốc gia Qatar.